# Аквариане
Аквариа́не или акватиа́ны, или аква́рии (лат. aquarii от лат. aqua — «вода»), или водоприноси́тели, или идропараста́ты, или гидропараста́ты (др.-греч. ὑδροπαραστάται от др.-греч. ὕδωρ — «вода» + др.-греч. παρ-ίστημι — «представлять, приносить»; ст.‑слав. водопрѣдъстатєли), или водопричастники — общее название религиозных христианских групп, употреблявших во время евхаристии воду, вместо вина. К таким группам относились: энкратиты, татиане, эбиониты и другие. Идропарастаты существовали со II века.
30 мая 428 года император Феодосий II издаёт указ, воспрещавший арианам, македонианам и аполлинаристам иметь церкви в городах, а новацианам и савватианам — возобновлять или чинить существующие у них церкви; любые молитвенные собрания во всех землях римской империи запрещены евномианам, валентинианам, гидропарастатам, монтанистам и другим; и наконец — манихеям, «которые дошли до последней крайности нечестия, должны быть изгоняемы отовсюду и подвергаемы жестоким казням».
Идропарастаты упоминаются в 32 правиле Трулльского собора в связи с армянами, которые употребляли для евхаристии одно вино, не смешивая его с водой. Согласно 32 правилу во время литургии вино необходимо смешивать с водой, а служить на одном вине или на одной воде запрещено.